# 매운그물버섯

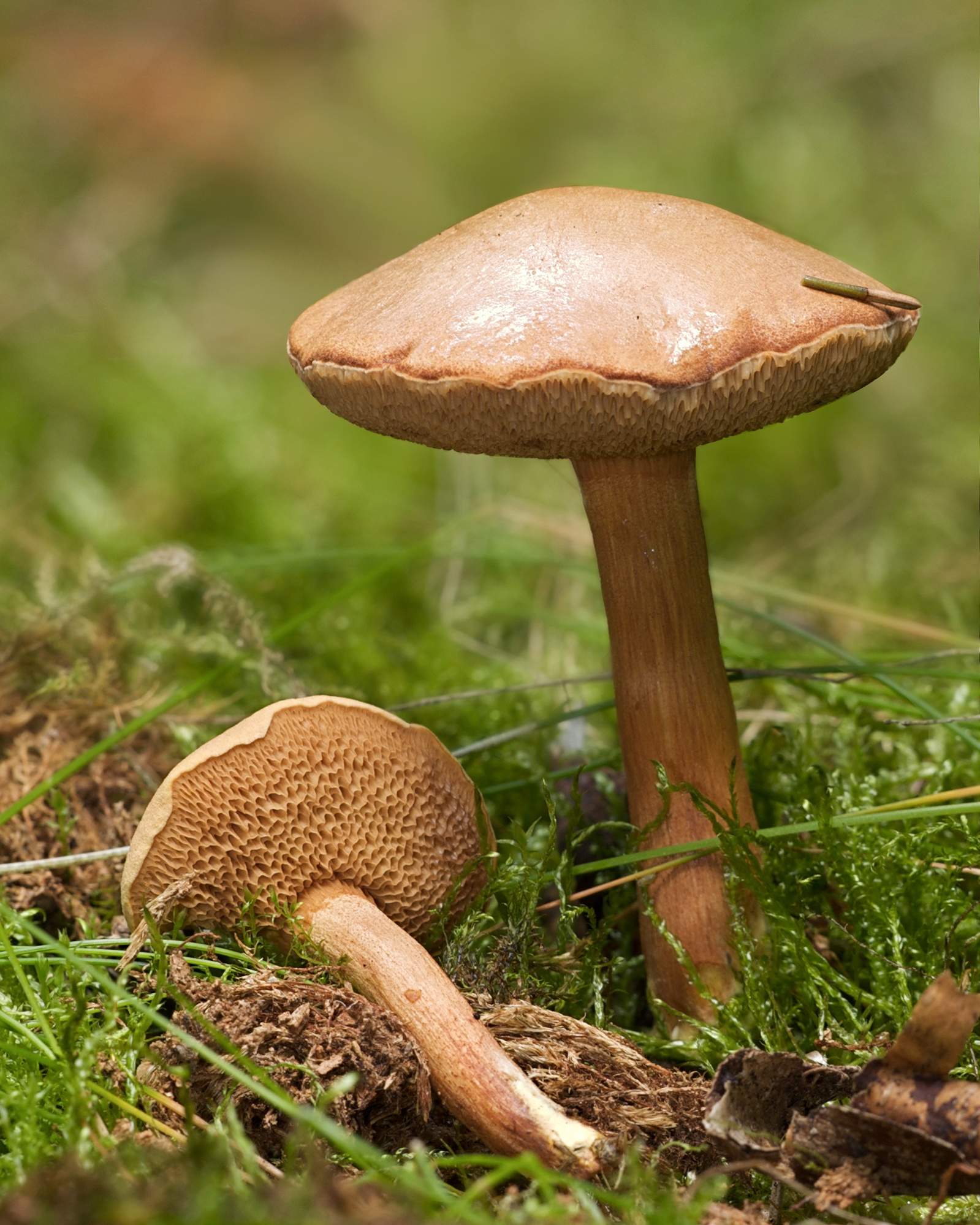

매운그물버섯(Chalciporus piperatus)은 유럽과 북미의 혼합 삼림 지대에서 발견되는 그물버섯과 계통의 작은 구멍이 있는 버섯이다. 브라질에 도입된 나무 아래에 기록되었으며, 태즈메이니아주에 귀화 (생물학)되어 자생 노토파구스 커닝하미(Nothofagus cunninghamii) 나무 아래에 퍼졌다.
1790년 피에르 불리야드(Pierre Bulliard)가 "Boletus Piperatus"로 기술한 이 속은 그물버섯속의 다른 개체와 먼 친척일 뿐이며 1908년 프레데릭 바타이유(Frédéric Bataille)에 의해 "Chalciporus Piperatus"로 재분류되었다.

## 학명이명
학명이명은 다음과 같다.
- Boletus piperatus Bull. (1790)
- Leccinum piperatum (Bull.) Gray (1821)
- Viscipellis piperata (Bull.) Quél. (1886)
- Ixocomus piperatus (Bull.) Quél. (1888)
- Suillus piperatus (Bull.) O.Kuntze (1898)
- Ceriomyces piperatus (Bull.) Murrill (1909)